# Мала Ілова Гора
Мала Ілова Гора (словен. Mala Ilova Gora) — поселення в общині Гросуплє, Осреднєсловенський регіон, Словенія. Висота над рівнем моря: 477,9 м.